# Europademokraterna (Georgien)
Europademokraterna (georgiska: ევროპელი დემოკრატები, evropeli demokratebi) är en politisk rörelse i Georgien bildad år 2005 av en grupp internflyktingar från Abchazien. Dess ordförande är Paata Davitaia, tidigare justitieminister i den abchaziska exilregeringen. Partiet fokuserar på Abchaziendilemmat, och riktar sig huvudsakligen mot personer som fördrivits från sina hem. Partiet var tidigare känt som Vi, oss själva (georgiska: ჩვენ თვითონ, tjven t'vit'on) fram till september 2011. Namnet finns dock idag kvar som partiets slogan.
Partiet har varit en del av den enade oppositionen i landet som ledde massiva anti-regeringsdemonstrationer i november år 2007 och kandiderade i parlamentsvalet i Georgien 2008.